# ジ・アゴニスト
ジ・アゴニスト（The Agonist）は、カナダ出身のエクストリームメタル・バンド。
女性デスヴォイス・ボーカリストを擁し、初代ボーカリストのアリッサ・ホワイト＝グラズ、後任のヴィッキー・サラキスによるクリーン・ヴォイスも織り交ぜたスタイルを展開していた。

## 概要・略歴
2004年、アリッサ・ホワイト＝グラズ(Vo)、ダニー・マリノ(G)、クリス・ケルズ(B)を中心にザ・テンペスト (The Tempest)の名前で結成。同年中にジ・アゴニスト (The Agonist)と改名する。
2007年8月、1stアルバム『Once Only Imagined』でデビュー。以降3rdアルバム『Prisoners』まで、クリプトプシーのギタリスト クリスチャン・ドナルドソンがプロデュースを協力した。
2010年2月に初来日し、同じ女性ボーカルを要する日本のヘヴィメタルバンド・ヘッド・フォン・プレジデントとツアーを同行。2012年11月には、単独の来日公演を開催する。
2014年、オリジナルメンバーのアリッサがアーチ・エネミーに移籍。後任にヴィッキー・サラキスを迎え新体制に移行。同年10月に来日公演を開催予定だったが、結果的に来日公演はキャンセルとなった。
2015年、ヴィッキー加入後初の4thアルバム『Eye Of Providence』、翌2016年に6thアルバム『Five』とアルバムをリリース。
2023年5月11日、バンドの公式SNSで解散を発表した。個人的な問題、経済的な問題、業界に関する問題などの様々な要因があるとしつつも、主な理由として、バンドの進め方に関してメンバー5人の意見が一致しなくなったことを挙げている。

## メンバー

### 解散時のメンバー
- ヴィッキー・サラキス (Vicky Psarakis) - ボーカル (2014-2023)

アメリカ合衆国出身。
- ダニー・マリノ (Danny Marino) - ギター (2004-2023)

マホガニー・ラッシュのリーダーでギタリストのフランク・マリノはおじにあたる。
- パスカル・パコ・ジョビン (Pascal "Paco" Jobin) - ギター (2010-2023)
- クリス・ケルズ (Chris Kells) - ベース (2004-2023)
- サイモン・マッケイ (Simon McKay) - ドラムス (2007-2023)

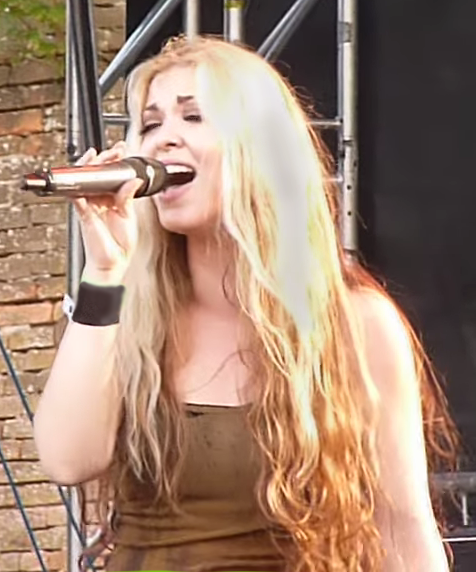
ヴィッキー・サラキス(Vo) 2015年
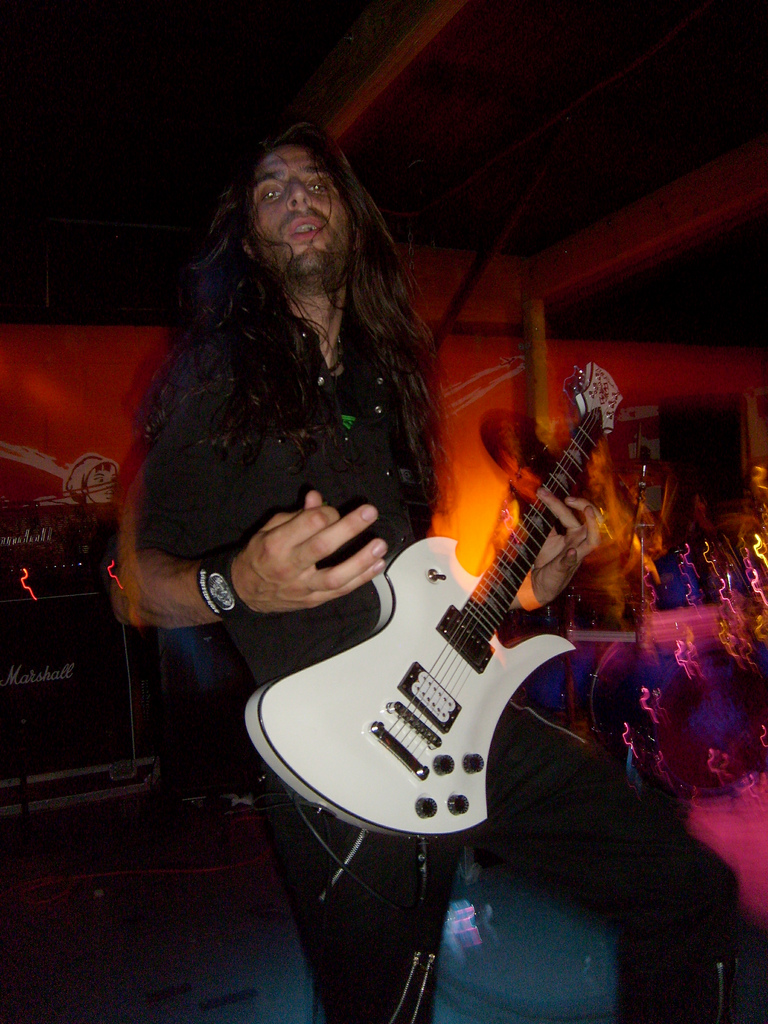
ダニー・マリノ(G) 2009年

### 旧メンバー
- アリッサ・ホワイト＝グラズ (Alissa White-Gluz) - ボーカル (2004-2014)

アーチ・エネミーに移籍。
- アンドリュー・タプリー (Andrew Tapley) - ギター (2007-2008)
- クリス・エイドルフ (Chris Adolph) - ギター (2009)
- デレク・ネイドン (Derek Nadon) - ドラムス (2004-2007)

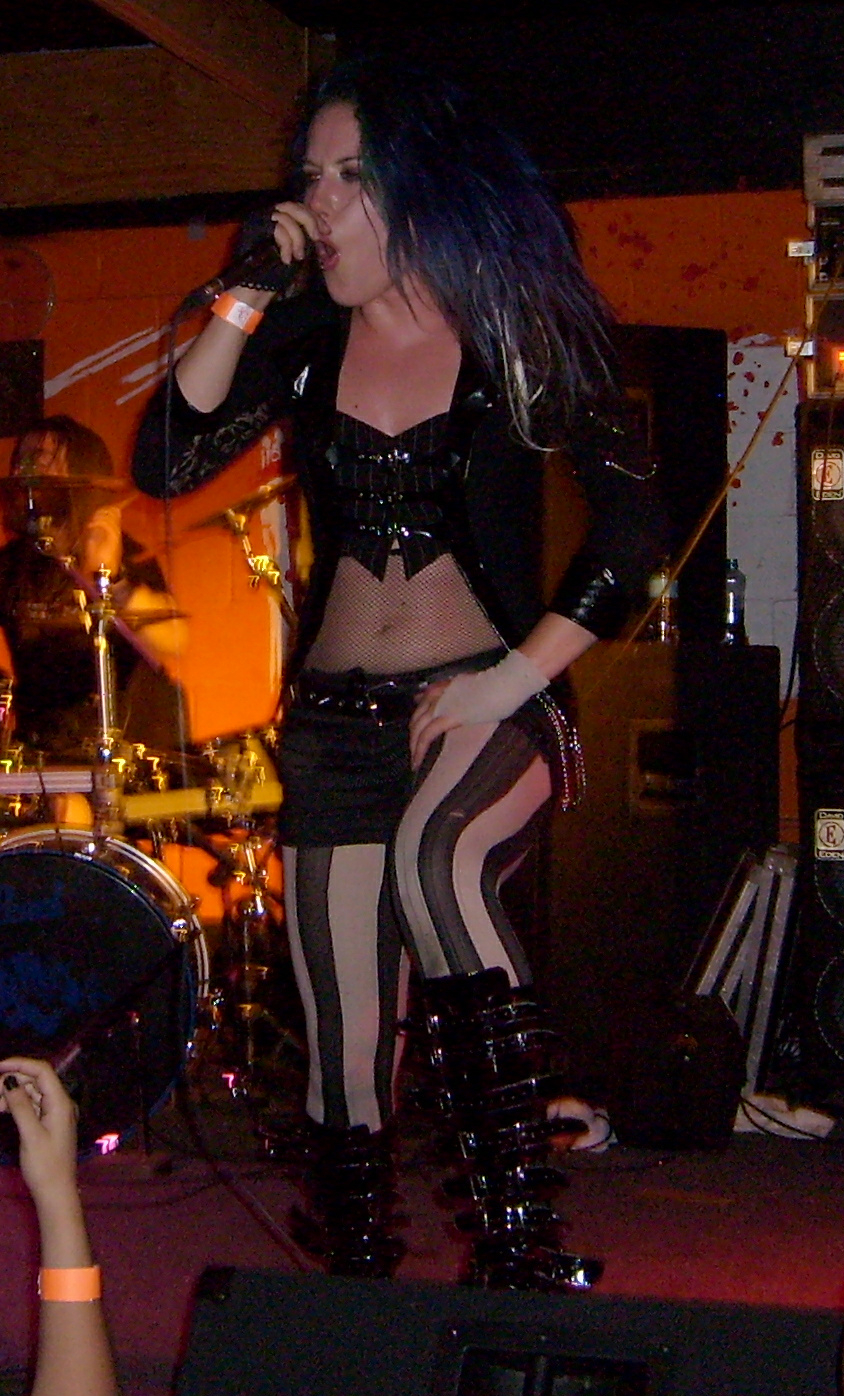
ジ・アゴニスト時代のアリッサ

## ディスコグラフィー
アルバム
- ワンス・オンリー・イマジンド - Once Only Imagined（2007年）
- ララバイズ・フォー・ドーマント・マインド - Lullabies For The Dormant Mind（2009年）
- プリズナーズ - Prisoners（2012年）
- アイ・オヴ・プロヴィデンス - Eye Of Providence（2015年）
- ファイヴ - Five（2016年）
- オーファンズ - Orphans（2019年）

EP
- The Escape（2011年）
- Disconnect Me（2014年）
- Days Before the World Wept（2021年）